# Johann August Malin
Johann August Malin (* 22. September 1902 in Satteins bei Feldkirch; † 9. November 1942 in München-Stadelheim) war ein Österreicher, der gegen das NS-Regime Widerstand geleistet hat und deshalb hingerichtet wurde.

## Leben
Johann August Malin wuchs als Sohn eines Lohnstickers in ländlich-ärmlichen und bildungsfernen Verhältnissen auf. Die zweiklassige Volksschule des Dorfes schloss er mit außerordentlich gutem Schulerfolg ab. Eine weiterführende schulische Ausbildung war unter den gegebenen Umständen nicht möglich.
Die Nachkriegsjahre verbrachte Malin als Gelegenheitsarbeiter, wovon besonders die Jahre als Bauarbeiter beim Spullerseekraftwerk seine spätere politische Position mitprägten. Die Abgeschiedenheit dieser hochgelegenen Großbaustelle war ein besonders fruchtbarer Boden für die Herausbildung politischen Bewusstseins. Die Erfahrung härtester Arbeitsbedingungen, sozialen Außenseitertums (für die bäuerliche Umgebung waren die meist von auswärts kommenden Arbeiter Gesindel) und ein notwendigerweise entstehendes Solidaritäts- und. Gruppenempfinden trugen nicht nur zur Entstehung einer organisierten Arbeiterbewegung auf dieser Baustelle bei, sondern ehemalige Spullerseearbeiter stellten schließlich einen bedeutenden Teil der engagierten sozialdemokratischen Arbeiterfunktionäre in Vorarlberg überhaupt.
Auch Malin wurde hier bereits 1920 Mitglied der Sozialdemokratischen Partei und übernahm bald darauf in seinem Heimatort politische Funktionen (u. a. Obmann der Ortsgruppe Satteins von 1922 bis 1925). Zudem war er zeitweise Vertrauensmann der Freien Gewerkschaften. Daneben entwickelte Malin ein starkes proletarisches Bildungsbedürfnis. Seine wissenschaftlichen Ambitionen galten besonders der Geologie, bleibendes Dokument dieser Tätigkeit ist eine Publikation zur geologischen Beschaffenheit der Umgebung des Schwarzen Sees. Zugleich engagierte er sich in Vorträgen und Artikeln für die Weiterbildung der sozial von den üblichen Bildungsmöglichkeiten ausgeschlossenen Bevölkerungsgruppen. In seiner Selbsteinschätzung war er vornehmlich „Volksschriftsteller“, eine Tätigkeit, die neben der bloßen Bildungsabsicht durchwegs die politische Agitation mitbeinhaltete.
Die Doppelbedeutung seiner Intentionen lässt sich bis zu seinen letzten schriftlichen Äußerungen im Jahre 1942 verfolgen, in denen die situationsbedingten, sprachlichen Verstellungen die politischen Grundpositionen und Wirkungsabsichten nur unzulänglich verdeckten. Seine wichtigste Tätigkeit, für die er wohl in großen Teilen des Landes bekannt geworden war, war jedoch die eines Volksanwaltes. Nach eigenen Aussagen erstellte er in den 1930er Jahren und auch noch zu Beginn der 1940er Jahre an die 4.000 Eingaben und Anträge an die verschiedensten Behörden, immer für Leute, die sich einen akademischen Rechtsbeistand nicht leisten konnten. Noch im Juni 1941 verfasste er ein Gnadengesuch an Adolf Hitler für den ehemaligen Spanienkämpfer Ernst Reiner aus Götzis, der sich zu dieser Zeit in Gestapohaft in Innsbruck befand und an Kieferkrebs erkrankt war.
In dieser Hilfstätigkeit ist auch der Grund für Malins schließliche Verhaftung am 6. Mai 1942 zu suchen. Mit ihm wurde an diesem Muttertagsmorgen nach gezieltem Einsatz eines weiblichen Gestapospitzels eine ganze Gruppe von Personen (Kommunisten, Sozialdemokraten, Katholiken) festgenommen. An Malin, dem aktivsten und bekanntesten, allerdings auch unvorsichtigsten, wurde das Exempel statuiert. Für folgende Aktivitäten Malins konnte der Volksgerichtshof in Berlin Belege und zweifelhafte Zeugen vorweisen:
Er hatte ratsuchende Ostfronturlauber zur Desertion in die benachbarte Schweiz geraten, hatte aufgrund genauer Informationen von Auslandsendern in verschiedenen Gasthäusern Nachrichten vom Ende des deutschen Vormarsches im Osten verbreitet und hatte einen Soldaten, der zur Ostfront einberufen war, mit Flugzetteln versehen, die diesem im Moment der Feindberührung beim Überlaufen behilflich sein sollten.
Damit erfüllte Malin für die NS-Justiz die Tatbestände der „Wehrkraftzersetzung, der Vorbereitung zum Hochverrat sowie der Verbreitung von Lügennachrichten ausländischer Sender“. Er wurde am 9. November 1942 hingerichtet.

## Nachleben
In seinen Abschiedsbriefen hatte sich Malin eine Würdigung seiner Aktivitäten in der Nachkriegszeit erhofft. Eine halbherzige Totenfeier im November 1945 in Satteins war das Einzige, was die neue politische Öffentlichkeit für Malin übrig hatte. Der allgemeine Verdrängungsprozess setzte allerdings schon bei der Auswahl einer bleibenden Erinnerung ein: Eine Satteinser Straße, die an Malin erinnern sollte, wurde in Christelstraße (Hausname der Familie Malin) umbenannt.
Es dauerte Jahrzehnte, bis mit einer systematischen Erforschung des antifaschistischen Widerstandes in Vorarlberg begonnen wurde. Daher konnte es geschehen, dass die meisten Opfer des Vorarlberger Widerstandes gegen den NS-Unrechtsstaat in Vergessenheit gerieten.
Auch Johann August Malin gehörte zu jenen, die nach 1945 von der Landesgeschichtsschreibung totgeschwiegen wurde. Zu seinem 40. Todestag im Jahre 1982 wurde die Johann-August-Malin-Gesellschaft, historischer Verein für Vorarlberg gegründet.